# ASC Entente
Association Sportive et Culturelle Entente Sebkha Football Club w skrócie ASC Entente – mauretański klub piłkarski grający niegdyś w mauretańskiej pierwszej lidze, mający siedzibę w mieście Sebkha.

## Sukcesy
- Puchar Mauretanii[1]:
  - zwycięstwo (2): 2003, 2005.

## Występy w afrykańskich pucharach
| Sezon | Rozgrywki           | Runda   | Kraj     | Klub                | Dom | Wyjazd | Dwumecz |
| ----- | ------------------- | ------- | -------- | ------------------- | --- | ------ | ------- |
| 2004  | Puchar Konfederacji | wstępna | Gwinea   | CS Étoile de Guinée | 0–2 | 0–2    | 0–4     |
| 2006  | Puchar Konfederacji | wstępna | Algieria | ASO Chlef           | –   | –      | –       |

## Stadion
Domowe mecze klub rozgrywa na stadionie o nazwie Stade Cheikha Ould Boïdiya w Nawakszucie, który może pomieścić 5000 widzów.

## Reprezentanci kraju grający w klubie od 2002 roku
Stan na lipiec 2023.
| - Mbaye Lamine Niang |